# Naomichi Suzuki
Naomichi Suzuki (14 de março de 1981) é um político japonês. Governador de Hokkaido (19ª geração) de 24 de abril de 2011 a 28 de fevereiro de 2019, atuou como prefeito de Yubari (18ª e 19ª gerações) pelo segundo mandato de oito anos  .

## História
Nasceu em 14 de março de 1981 na cidade de Kasukabe, província de Saitama. Cresceu na cidade de Misato, na mesma prefeitura . Os pais se divorciaram enquanto frequentavam a Saitama Prefectural Misato High School. Ele foi criado pela mãe e desistiu de ir para a faculdade por motivos financeiros.

### Vida em Tóquio
Depois de passar no Exame de Recrutamento de Funcionários do Governo Metropolitano de Tóquio, ingressou para trabalhar para o Governo Metropolitano de Tóquio em abril de 1999, após se formar no ensino médio. Em abril de 2000, quando tinha 19 anos, ingressou na Hosei University, e cursou a faculdade de Direito   enquanto trabalhava como funcionário público de Tóquio. Se especializou em adiminstração pública, e se formou em quatro anos, graduando-se em 2004.
Durante seu tempo como funcionário de Tóquio, ingressou no Tokyo Metropolitan Health Bureau (mais tarde no Tokyo Metropolitan Health Welfare Bureau), no Tokyo Metropolitan Institute of Health (mais tarde no Tokyo Metropolitan Health Safety Research Center), no Tokyo Metropolitan Kita Medical Care Center, e o Departamento de Saúde e Bem-Estar da Saúde. Também atuou na Divisão de Controle de Doenças do Departamento de Políticas.
Em janeiro de 2008, enquanto ocupava o cargo de Chefe da Divisão de Assuntos Gerais, Departamento de Assuntos Gerais, Secretaria de Saúde e Bem-Estar, foi enviado para o Grupo de Seguros dos Cidadãos da Divisão de Cidadãos, na cidade de Yubari, Hokkaido, por iniciativa de Naoki Inose, vice-governador de Tóquio, e foi principalmente responsável pelos assuntos de seguro médico.
Em 2010, destacou-se no Escritório de Estratégia de Soberania Regional do Gabinete como Chefe da Divisão de Assuntos Gerais, Departamento de Assuntos Gerais, Sede do Governador de Tóquio (mais tarde, Escritório de Planejamento de Políticas do Governo Metropolitano de Tóquio). No mesmo ano, foi conselheiro administrativo da cidade de Yubari    .